# Elthusa alvaradoensis
Elthusa alvaradoensis är en kräftdjursart som beskrevs av Rocha-Ramírez, Chávez-López och Bruce 2005. Elthusa alvaradoensis ingår i släktet Elthusa och familjen Cymothoidae. Inga underarter finns listade i Catalogue of Life.